# Armoiries de Ceuta
 (août 2009).
Si vous disposez d'ouvrages ou d'articles de référence ou si vous connaissez des sites web de qualité traitant du thème abordé ici, merci de compléter l'article en donnant les références utiles à sa vérifiabilité et en les liant à la section « Notes et références ».
 Les armoiries de Ceuta ressemblent fortement à celles du Portugal car la ville de Ceuta fut conquise par le roi Jean Ier de Portugal le 21 août 1415. La différence réside dans la bordure de l'écu : les armoiries du Portugal portent trois châteaux en chef et deux en pointe, le contraire pour les armoiries de Ceuta.

## Description
Elles se composent d'un champ d'argent, de cinq écus d'azur, disposés en croix, chacun chargé de cinq besants d'argent et d'une bordure de gueules chargée de sept châteaux d'or, deux au sommet, deux sur les flancs et trois à la pointe, le tout surmonté d'une couronne de marquis.